# موتنگراپا
موتنگراپا (انگلیسی: Montegrappa) شرکت نوشت‌افزار ایتالیایی است، که در سال ۱۹۱۲ تأسیس شد.